# Daniel Peter Støhrmann

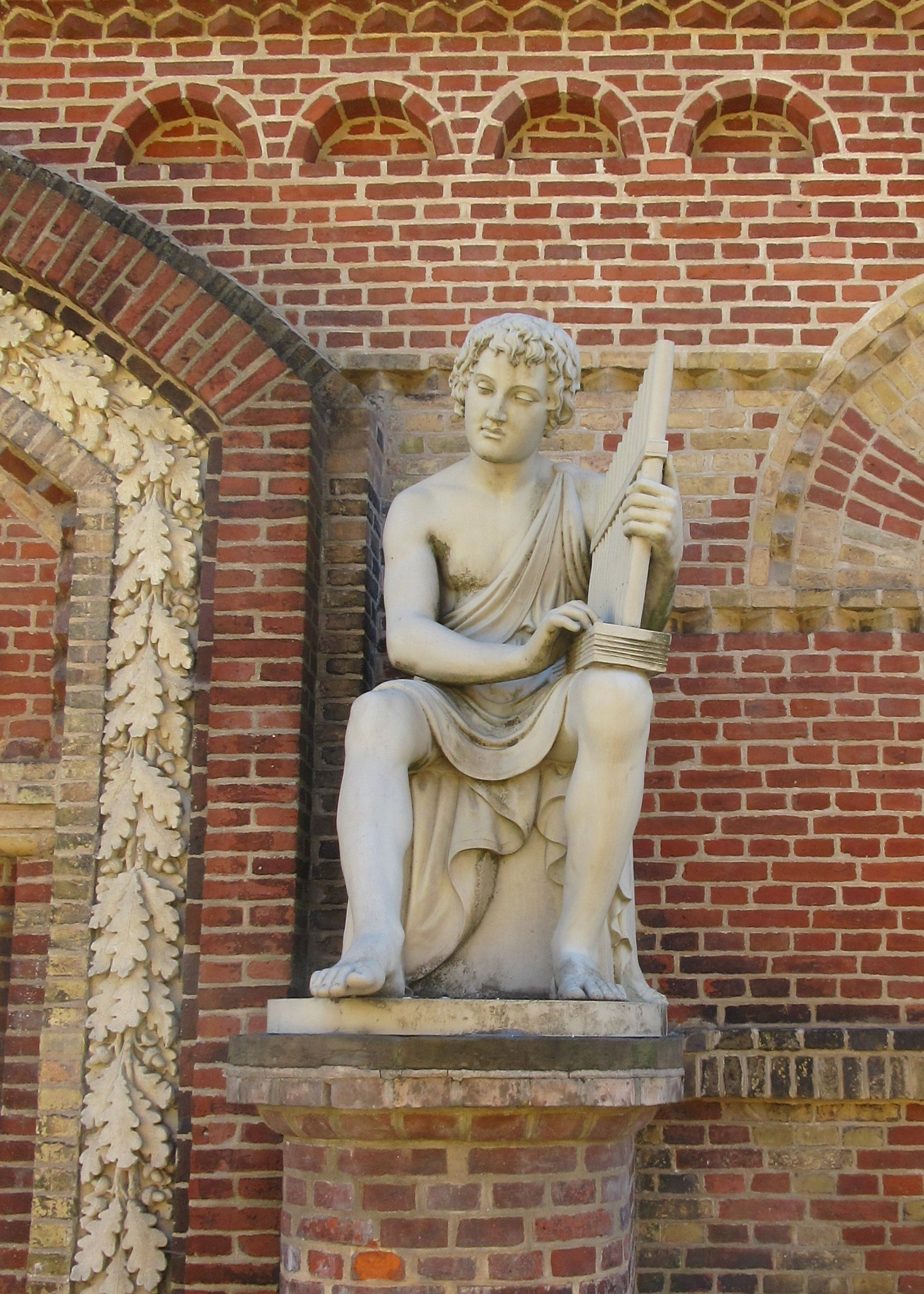
Blind spelande pojke utförd av Støhrmann för Blindeinstituttet Gæstfrihed.

Daniel Peter Støhrmann, född 7 oktober 1821 i Oldenswort, Schleswig, död 14 februari 1901 i Köpenhamn, var en vaxmodellör och skulptör.
Han var son till lantbrukaren Peter Daniel och Cathrine Margrethe Støhrmann. Efter sin gesällutbildning till hantverksmålare reste Støhrmann till Köpenhamn för att studera modellering. Han antogs med stöd av Kristian VIII som elev vid Det Kongelige Danske Kunstakademi 1845 och vid elevutställningen 1848 tilldelades han både den stora och lilla silvermedaljen. Vid uppvisandet av reliefen Salomons dom 1849 tilldelades han den lilla guldmedaljen. Hans främsta lärare vid akademien var Herman Wilhelm Bissen och hans konst kom under de första åren vara starkt influerad av Bissen. Efter akademitiden var han under något år anställd i Bissens stora skulpturateljé där han medverkade i skapandet av Bissens större offentliga skulpturgrupper. Støhrmann medverkade med egna föremål vid konstakademiens utställningar 1848–1866 men hans egna bidrag till den offentliga konsten blev få. Han lyckades få uppdraget att skapa två zinkstatyer föreställande blinda barn som läser och musicerar framför ingången till Blindeinstituttet Gæstfrihed i Köpenhamn. Han kom därefter huvudsakligen att arbeta med anatomiska demonstrationsobjekt i vax samt figurer för olika vaxkabinett. Han uppges varit anställd som modellör för Panoptikon i Köpenhamn och ledare för stöpningarna i vax. Under senare delen av sitt liv samarbetade han med Alexander Hartkopff med att bygga upp ett Anatomiskt museum som turnerade runt i Europa. Han ansökte 1876 om svenskt medborgarskap och hänvisade då till att han under 6-7 år varit bosatt i Höörs socken i Skåne i ett annex till den Hartkopffska villan. Från Støhrmanns svenska tid finns några föremål bevarade bland annat en bronsstaty av Hartkopff på Höörs gamla kyrkogård och på 1870-talet utförde han några utsmyckningar för parken vid den Hartkopffska villan och en stengrupp med Adam och Eva som delvis förstördes på 1950-talet och några dekorativa huggna lejonfigurer i sten samt en  kopia av Thorvaldsens Kristusbild i gips som han skänkte till Höörs kyrka.  